# 2. Wasserball-Liga West
Die 2. Wasserball-Liga West (kurz 2. WBLW) ist eine der vier zweithöchsten deutschen Spielklassen in der Mannschaftssport Wasserball und somit Unterbau der Deutschen Wasserball-Liga (DWL), sowie die höchste Spielklasse Westdeutschlands. Sie entstand 2006 nach einer Reform der DWL als Nachfolger der vormaligen Regionalliga West. Die Liga ist für zehn Vereine konzipiert und setzt sich aus Vereinen vom Schwimmverband Nordrhein-Westfalen zusammen.

## Modus
In der Saison 2018/19 werden zehn Vereine den Westdeutschen Meister ausspielen. Das Teilnehmerfeld spielt im Modus „Jeder gegen Jeden“ in einer Hin- und einer Rückrunde. Die beste Mannschaft (keine Zweitvertretungen) ist teilnahmeberechtigt am Relegationsturnier zur Deutschen Wasserball-Liga (DWL). An diesem nehmen die insgesamt vier qualifizierten Teams der vier Zweitligen (Nord, Ost, West und Süd) und der Vorletzte der DWL teil und spielen die beiden Plätze für die Folgesaison im Oberhaus aus. Die Abstiegsfrage wird erst nach der Saison geklärt und richtet sich nach eventuellen Absteigern aus der DWL und nach der Anzahl aufstiegswilliger Mannschaften aus der untergeordneten Oberliga.

## Mitglieder der Saison 2018/19
Folgende zehn Vereine werden den Westdeutschen Meister ausspielen.
- Düsseldorfer SC 1898 (Titelverteidiger)
- SV Blau-Weiß Bochum
- ASC Duisburg II
- SV Lünen 08
- SGW Solingen/Wuppertal
- Duisburger SV 98 II
- SC Rote Erde Hamm
- SV Krefeld 72 II
- SV Bayer Uerdingen 08 II
- Aachener Schwimmverein 06 (Aufsteiger)

## Bisherige Meister
Saisonrückblick seit Einführung der 2. Wasserball-Liga West:
| Saison  | Westdeutscher Meister                              |
| ------- | -------------------------------------------------- |
| 2006/07 | SV Brambauer (Aufsteiger in die DWL)               |
| 2007/08 | SC Rote Erde Hamm                                  |
| 2008/09 | Duisburger SV 98 (Aufsteiger in die DWL)           |
| 2009/10 | SV Brambauer                                       |
| 2010/11 | SGW Köln (Aufsteiger in die DWL)                   |
| 2011/12 | SGW Rote Erde/SV Brambauer (Aufsteiger in die DWL) |
| 2012/13 | Düsseldorfer SC 1898                               |
| 2013/14 | ASC Duisburg II                                    |
| 2014/15 | Duisburger SV 98 (Aufsteiger in die DWL)           |
| 2015/16 | ASC Duisburg II                                    |
| 2016/17 | SGW Köln (Aufsteiger in die DWL)                   |
| 2017/18 | Düsseldorfer SC 1898                               |
| 2018/19 |                                                    |